# Tragbare Erinnerungsabzeichen der Wehrmacht
Unter dem Begriff Tragbare Erinnerungsabzeichen der Wehrmacht versteht man eine intern geschaffene Auszeichnung, die von einzelnen Divisionen oder Regimentern meist durch ihre Vorgesetzten geschaffen wurden, um das Zusammengehörigkeitsgefühl zu stärken und an bestandene Kämpfe zu erinnern.

## Hintergrund zur Schaffung solcher Erinnerungsabzeichen
Im Verlauf des Zweiten Weltkriegs wurden von einer nicht unbedeutenden Anzahl einzelner Truppenteile der Wehrmacht tragbare Erinnerungsabzeichen geschaffen, die nicht als offizielle Auszeichnungen der Wehrmacht angesehen wurden. Das Oberkommando der Wehrmacht sah aus diesem Grunde auch davon ab, entsprechende (schriftliche) Regelungen zu schaffen, die wenn sie erlassen worden wären, eine unübersichtliche Flut von Schaffung derartiger Auszeichnungen seitens der Truppe ausgelöst hätten.
Auf der anderen Seite verbot das Oberkommando des Heeres eine Schaffung solcher Abzeichen aber auch nicht kategorisch. So kam es mit Beginn des Jahres 1940 auch zur Schaffung der ersten Erinnerungsabzeichen.

## Liste tragbarer Erinnerungsabzeichen der Wehrmacht
| Bezeichnung                                                                                               | Erschaffungsdatum | Hintergrundinformationen | Verleihungszahlen | Truppenteile | Bild |
| Medaille (Uhrenanhänger) zur Erinnerung an den Einsatz im Kaukasus (13. Kompanie Gebirgsjägerregiment 98) | August 1942       | Zur Erinnerung an die schweren Kämpfe im Kaukasus, schuf sich die 13. Kompanie des GJR 98 diese "Medaille", die als Uhrenanhänger an einer Gliederkette getragen wird. Der Anhänger besteht aus Zink und hat einen Durchmesser von ca. 31 mm. Er zeigt auf seiner Vorderseite ein Edelweiß und die Berge des Kaukasus mit dem Elbrus. Über den Bergen ist die Umschrift: KAUKASUSEINSÄTZE zu lesen. Am unteren Rand ist die Kompanie und das Regiment genannt. Die Rückseite zeigt mittig die Ortsnamen, die an die Kämpfe genannter Einheit erinnern sollen. Diese sind 6-zeilig erhaben geprägt und heißen: Kluchorpass / Klitschtal / Elbruspass / Gunalkatal / Schemacho / 1942. | unbekannt         | Heer         |      |
| Medaille zur Erinnerung an den Einsatz im Kaukasus 1942 (Gebirgs-Nachrichten-Abteilung 54)                | August 1942       | Die Medaille, gefertigt aus Zink, wurde von der Abteilung "Uller", die der 54. Gebirgs-Nachrichten-Abteilung angehörte, als Erinnerungsmedaille geschaffen. Sie sollte an die schweren Kämpfe im Kaukasus-Gebiet sowie die Besteigung des Elbrus durch die genannte Abteilung "Uller" erinnern. | unbekannt         | Heer         |      |
| Medaille zur Erinnerung an den Einsatz auf dem Balkan 1943–1944 (Gebirgs-Nachrichten-Abteilung 54)        | Spätherbst 1944   | Die Medaille, aus Zink gefertigt, sollte an die schweren Kämpfe der Abteilung auf dem Balkan erinnern. Aufgrund der Kriegslage 1944/1945 ist die Medaille nicht mehr zur Ausführung gekommen. Eine Probeprägung hat jedoch stattgefunden. | unbekannt         | Heer         |      |
| Erinnerungsmedaille der Reserve-Flak-Scheinwerfer-Abteilung 269                                           | November 1943     | Im November 1943, ließ der damalige Leiter dieser Abteilung, Major der Reserve Holtfort, die Medaille in Bremen herstellen und übergab sie am 24. Dezember 1943 feierlich allen Angehörigen seiner Abteilung. Die Medaille selber war auch Zink gefertigt, bronzefarben getönt und hatte einen Durchmesser von ca. 33,5 mm. Getragen wurde die Medaille an einer Art Bierzipfel mit einer kleinen Gliederkette innerhalb der Flak-Abteilung. | ca. 50–100 Stück  | Luftwaffe    |      |
| Medaille zur Erinnerung an die Eismeer-Front 1942–1943                                                    | Frühjahr 1944     | Die Medaille wurde von einer unbekannten Gebirgsjäger-Einheit in Auftrag gegeben. Sie besteht zumeist aus geschwärztem Kriegsmetall (Buntmetall) und hat einen Durchmesser von ca. 33,5 mm. Siehe auch Lapplandkrieg. | unbekannt         | Heer         |      |
| Medaille der Reserve-Luftsperr-Abteilung 207 zur Erinnerung an Kriegsweihnacht 1940                       | 24. Dezember 1940 | Die Luftsperr-Abteilung 207 lag im Winter 1941 mit drei Batterien bei Bad Saarow. Die Medaille sollte das Zusammengehörigkeitsgefühl der Soldaten innerhalb der Abteilung stärken und wurde am 24. Dezember 1941 an alle Angehörige der Abteilung durch den Kommandeur übergeben. Die Medaille selber war aus Zink gefertigt, silberfarben getönt und hatte einen Durchmesser von ca. 30 mm. Getragen wurde die Medaille nicht an einem Ordensband, sondern an einer Art Bierzipfel. | ca. 50–100 Stück  | Luftwaffe    |      |
| Medaille der Reserve-Luftsperr-Abteilung 2-101                                                            | 24. Dezember 1941 | Kriegsweihnacht 1941 | ca. 50–100 Stück  | Luftwaffe    |      |

## Sonstiges
Einzelne intern geschaffene Truppenabzeichen wurden, trotz Verbots, auch öffentlich von ganzen Divisionen getragen. Dies führte zu einer Reihe von Unklarheiten und Unstimmigkeiten über ihre vermeintlich offiziellen Stiftungen. Die besten Beispiele hierfür sind:
- der Dünkirchenschild
- der Sardinienschild
- das Traditionsabzeichen der 26. Panzer-Division
- der Lorientschild und
- der Edelweißring.

Die Form und das Aussehen der einzelnen Erinnerungsabzeichen waren aufgrund der unterschiedlichen Frontverbände (Luftwaffenverbände, Heeresverbände und sonstige) stark differenziert. Die geläufigste Form war die runde Medaillenform (jedoch meist ohne Band) und die Ärmelschildform. Es gab aber auch eine Ring- und Plakettenform. Stark abweichend von den bisherigen Vorlagemustern, gab es aber auch einzelne Exoten, wie den Sardinienschild, die keiner der bekannten Formen folgte.